# Data Matrix
DataMatrix — двовимірний матричний штрих-код, що має вигляд чорно-білих елементів або елементів декількох різних ступенів яскравості, зазвичай у формі квадрата, розміщені в прямокутній або квадратній групі.
Матричний штрихкод призначений для кодування тексту або даних інших типів.
Найчастіше в промисловості й торгівлі застосовуються бітові матриці, що кодують від декількох байтів до 2 кілобайт даних.
При бажанні можна видрукувати на принтер матриці місткістю в сотні кілобайт і потім зчитувати їх з досить високою точністю за допомогою фотоапаратів, матриці яких містять мільйони пікселів. Прообразом штрихкодів у вигляді матриць є перфокарта.

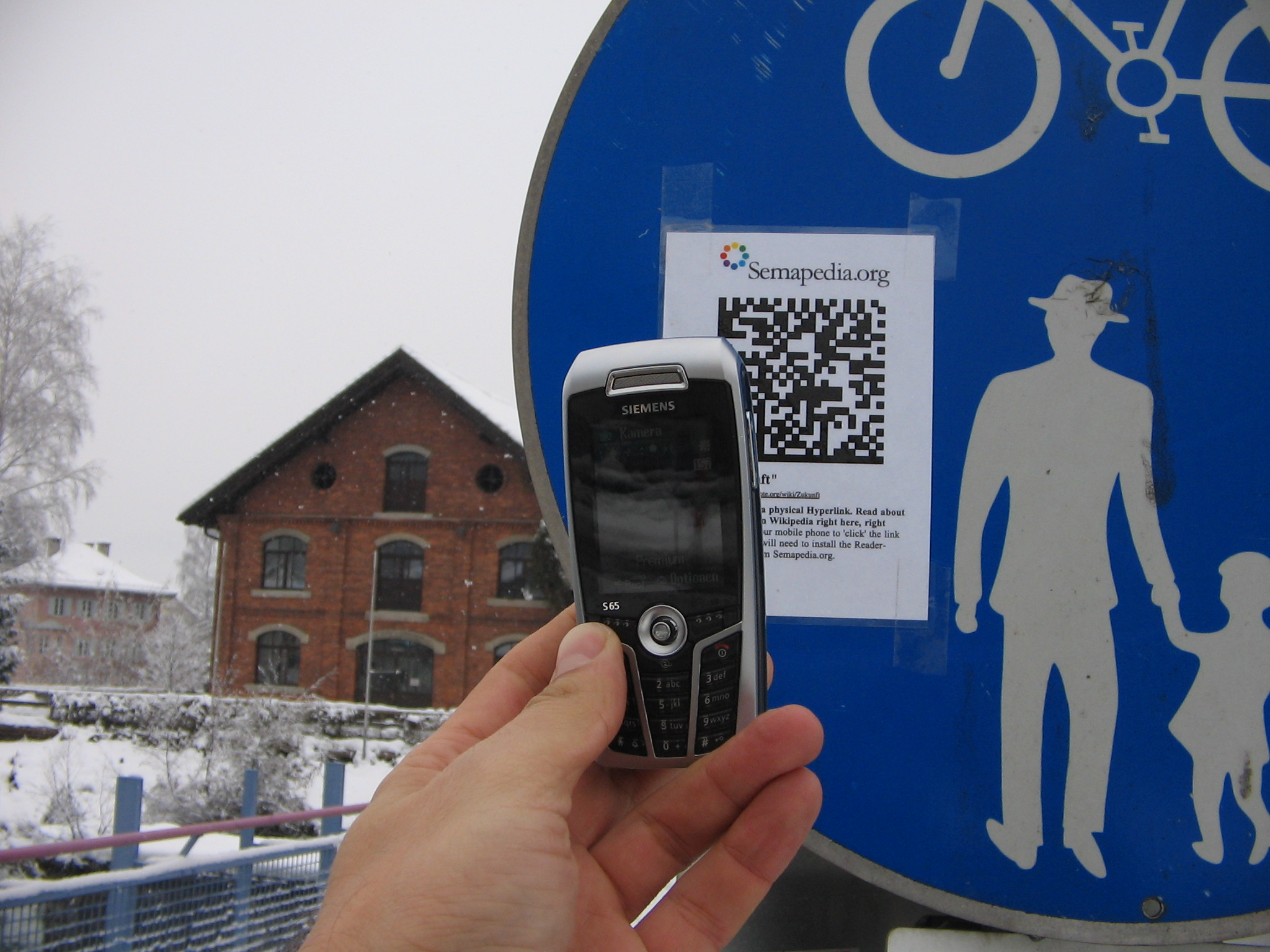
Зчитування за допомогою мобільного телефону (проєкт Semacode)

## Застосування

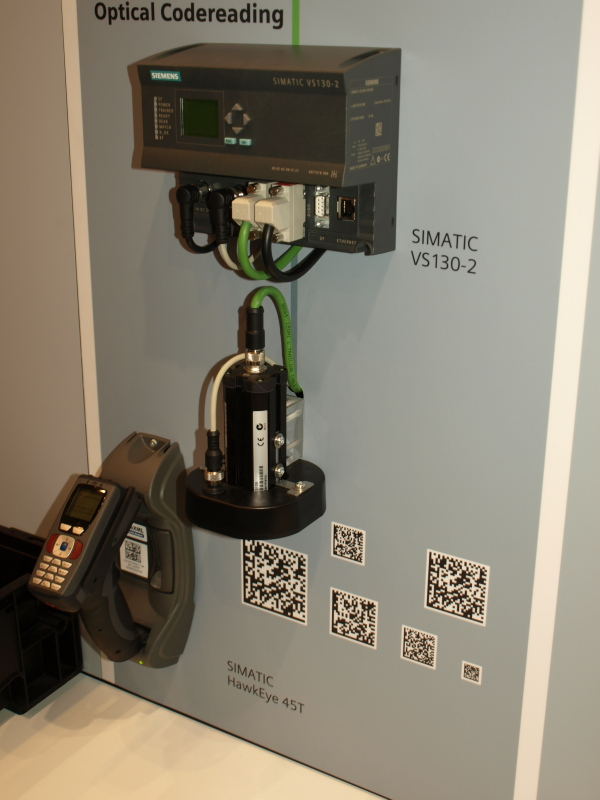
Зчитувачі коду Data Matrix і самі коди

Один з варіантів бітових матриць «Data Matrix» був розроблений компанією RVSI / Acuity CiMatrix (нині частина корпорації Omron). Код застосовується для маркування в електроніці, автомобілебудуванні, харчовій промисловості, авіакосмічній та оборонній промисловості, енергетичному машинобудуванні.
Також дані коди застосовуються в рекламній і розважальній сфері. За допомогою DataMatrix можна закодувати як текст, так і інші типи даних — вебпосилання, адреси електронної пошти, телефонні номери та SMS.

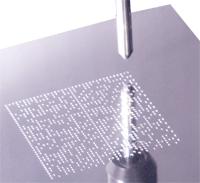
Маркування на твердих поверхнях

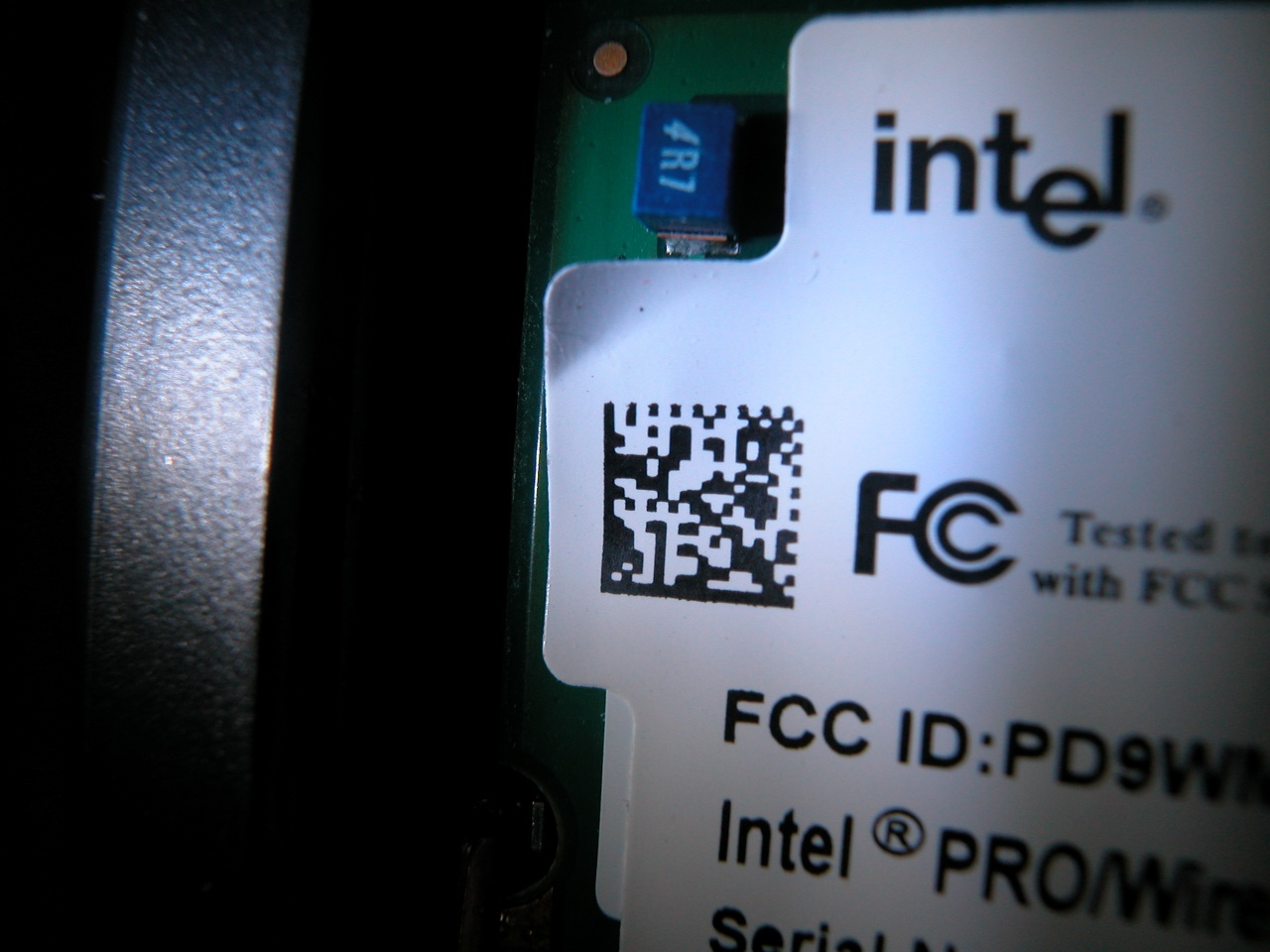
Друк наклейок з серійними номерами в процесі виробництва

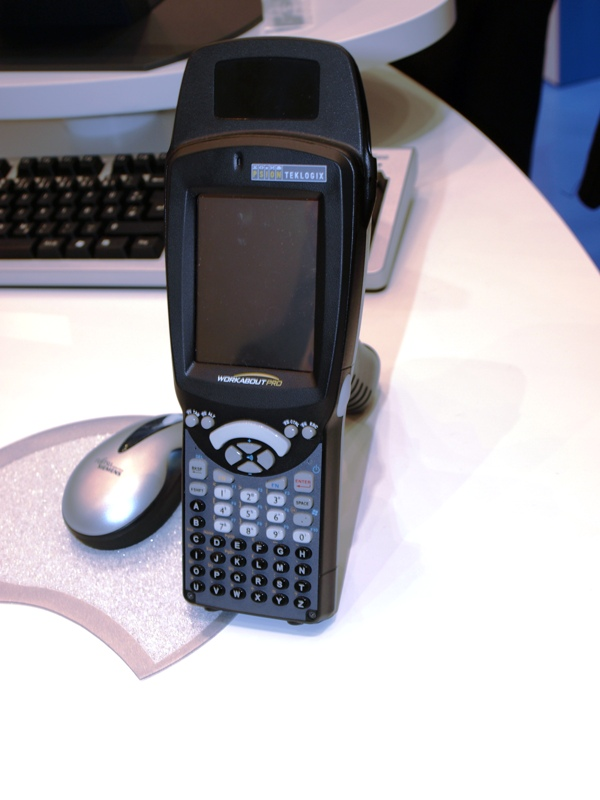
Універсальний промисловий зчитувач

Datamatrix є одним з рекомендованих Асоціацією GS1 методів візуального кодування інформації про коди продукції.

## Технічна специфікація
Символи DataMatrix утворені з модулів, розташованих в межах шаблону пошуку. Ними можна закодувати до 3116 кодів таблиці ASCII (включаючи надлишкову інформацію). Символ складається з областей даних, які містять модулі у вигляді періодичного масиву. Кожна область даних обмежена шаблоном пошуку й оточена з усіх чотирьох сторін межами вільної зони (зауваження: модулі можуть бути круглими або квадратними, конкретна форма стандартом не закріплена).

### Data Matrix ECC 200
ECC 200 — це новітня версія DataMatrix, що використовує коди Ріда-Соломона для запобігання помилок і відновлення стертої інформації. ECC 200 робить можливим відновлення всієї послідовності закодованої інформації, коли символ містить 30 % пошкоджень, припускаючи, що матриця все ще розташована в точності правильно. DataMatrix має частоту появи помилок меншу, ніж 1 на 10 мільйонів просканованих символів.
Символи мають парну кількість рядів і парну кількість стовпців. Більшість символів — квадратні, розмірами від 10x10 до 144x144 модулів. Однак, деякі символи є прямокутними й мають розміри від 8x18 до 16x48 модулів (тільки парні значення). Всі символи, що підтримують виправлення помилок ECC 200, можуть бути розпізнані за верхнім правим кутовим модулем, що має один колір з фоновим.
Додаткові можливості, що відрізняють ECC 200 символи від більш ранніх стандартів:
- зворотний порядок читання символів (світле зображення на темному тлі)
- специфікація набору символів
- прямокутні символи
- структурне приєднання (з'єднання до 16 символів, для кодування більшої кількості інформації)[3]

### Форма Data Matrix
Основною відмінністю Data Matrix від інших матричних штрихкодів є можливість вибору форми зображення коду, яка може бути квадратною або прямокутною.

Застосування кодів DataMatrix в автоматизованому сортуванні пошти

## Стандарти
Нині DataMatrix описується стандартом ISO, ISO/IEC16022 — International Symbology Specification, Data Matrix, і є суспільним надбанням для багатьох областей використання, що означає, що формат може бути використаний вільно і без будь-яких ліцензійних відрахувань.
- ISO/IEC 15418:1999 — Symbol Data Format Semantics
- ISO/IEC 15434:1999 — Symbol Data Format Syntax
- ISO/IEC 15415 — 2-D Print Quality Standard

Стандарт є вільним, однак не існує безплатних документів, які описують процес кодування. Документацію в електронному вигляді у форматі PDF або в паперовому вигляді можна придбати на сайті організації ISO (iso.org).